# マラルベシ県
マラルベシ県（マラルベシけん）は、中華人民共和国新疆ウイグル自治区カシュガル地区に位置する県。

## 行政区画
4鎮、8郷を管轄：
- 鎮：マラルベシ鎮（巴楚鎮）、シェリクブヤ鎮（色力布亜鎮）、アワト鎮（阿瓦提鎮）、アチャル鎮（三岔口鎮）
- 郷：チャルバグ郷（恰爾巴格郷）、デョレトバグ郷（多来提巴格郷）、アナキョル郷（阿納庫勒郷）、シャマル郷（夏馬勒郷）、アクサクマラル郷（阿克薩克馬熱勒郷）、アラギル郷（阿拉格爾郷）、チョンクルチャク郷（瓊庫恰克郷）、イェンギオスタン郷（英吾斯坦郷）

## 交通

### 鉄道
- 中国国家鉄路集団
  - 南疆線

### 道路
- 高速道路
  -  吐和高速道路
  -  三莎高速道路
- 国道
  - G314国道

## 事件
- 2013年11月16日、マラルベシ県の派出所が襲撃される事件が発生。襲撃グループ9人、警察関係者2人が死亡した[1]。